# Ásmegin
Ásmegin is een Noorse Viking- en folkmetalband.
De band werd opgericht in 1998. De naam is vertaald van het Oud Noors, waarin het "kracht van god" betekent.
Opmerkelijk aan de muziek die ze maken is dat ze black metal mengen met traditionele folk muziek, waarbij ze ook een viool gebruiken.
De teksten van Ásmegin zijn allemaal geschreven in Noors en Oud Noors.
Nadat ze een aantal demo's hadden opgenomen en uitgebracht, tekenden ze een contract bij Napalm Records. Daar brachten ze hun debuutalbum “Hin Vordende Sod & Sø” uit.
Begin 2008 hebben ze hun tweede album uitgebracht.

## Samenstelling
Ásmegin bestaat uit:
- Erik Rasmussen - vocalist (sinds 2003)
- Lars Nedland (Lazare) - vocalist (sinds 2003)
- Ingvild Johannesen (Sareeta) - vocalist, violist (sinds 2003)
- Lars Fredrik Frøislie (Kirderph Schraal) - toetsenist (sinds 2003)
- Marius Olaussen - gitarist, toetsenist, vocalist (sinds 1998)
- Raymond Håkenrud - gitarist (sinds 2001)
- Tomas Torgersbråten - bassist (sinds 1998)
- Tommy Brandt - drummer (sinds 2001)

### Voormalige leden
- Bjørn Olav Holter - vocalist (2001 - 2003)
- Skule Jarl (Nordalv) - drummer (1998 - 2001)
- Iving Mundilfarne - fluitspeler, gitarist (1998 - 1999)
- Auðrvinr Sigurdsson - gitarist, vocalist (1998 - 2001)
- Anders Torp - drummer (1999)

## Discografie
- 1999 - Naar Rimkalkene Heves (Demo, Valgalder Records)
- 2003 - Hin Vordende Sod & Sø (Napalm)
- 2008 - Arv